# Anton Mühlhofer
Anton „Toni“ Mühlhofer (* 23. November 1958) ist ein österreichischer Jazzschlagzeuger und Perkussionist.

## Leben und Wirken
Mühlhofer studierte klassische Perkussion an der Musikhochschule Wien und Jazzschlagzeug am Konservatorium Wien. Er unternahm mehrere Kubareisen, um sich auf Latin Jazz zu spezialisieren. Zwischen 1987 und 2001 war er Schlagzeuger des Musicalorchesters der Vereinigten Bühnen Wien. Weiterhin spielte er in Bands wie Koolinger, Jazzmetalex, dem Art of Brass Ensemble, Modern Times, der Vienna Big Band Machine und den Ensembles von Walter Hörler und Teddy Ehrenreich. Seit 1998 arbeitet er auch in der Supercussion Wien, der Perkussionisten der Wiener Philharmoniker, der Wiener Symphoniker und des Radiosinfonieorchesters Wien angehören. 1996 wurde er Mitglied der Perkussionistenvereinigung Percuba in Havanna. 2003 gründete er die Gruppe Caoba (mit Andrey Prozorov, Philippine Duchateau und Raphael Preuschl).
Als Sideman arbeitete er bei Konzerten und Aufnahmen mit so unterschiedlichen Musikern wie Joe Zawinul, Toots Thielemans, Arturo Sandoval, Eddie Lockjaw Davis, George Masso, Jim Galloway, Fatty George, Leo Wright, Gary Foster, Plácido Domingo, Thomas Hampson, Angel Romero, Steve Hackett, Johnny Logan, Hubert Tubbs Alegre Corrêa, Erika Pluhar, Udo Jürgens und Peter Alexander zusammen.
Seit 1992 unterrichtet Mühlhofer Latin Percussion und Jazzschlagzeug am Konservatorium Wien, seit 2002 auch an der Universität für Musik und darstellende Kunst Wien.

## Diskographie
- Mi Mundo, 1998
- Sabor No Tiene Color, 2002